# Глинер, Эраст Борисович
Эра́ст Бори́сович Гли́нер (26 января 1923, Киев — 16 ноября 2021, Сан-Франциско) — советский и американский физик-теоретик.

## Биография

### Начало биографии
Родился в Киеве 26 января 1923 года. Мать — Белла Борисовна Рубинштейн (1889—1989), врач-бактериолог, воспитывала его одна; он был её единственным сыном. Его отец, инженер и металловед Борис Моисеевич Глинер, оставил семью до его рождения, впоследствии жил в Москве. В 1926 году мать с сыном переехали в Ленинград.
В 1930 году Э. Б. Глинер поступил сразу во второй класс средней школы, но потом пропустил год занятий из-за длительной командировки матери и закончил школу в 1940 году. В школе увлекался химией и физикой, получил две грамоты на городских олимпиадах по этим предметам. В 1938 году вступил в комсомол. Окончив школу с отличием, был принят без экзаменов на химический факультет ЛГУ.

### В годы войны
С началом Великой Отечественной войны в июне 1941 года Э. Б. Глинер был мобилизован на строительство оборонительных укреплений под Ленинградом. В сентябре, во время наступления вермахта, когда он с другими студентами был занят на строительстве военного аэродрома, им было дано распоряжение вернуться в Ленинград, и в это время Э. Б. Глинер был контужен немецким снарядом. Медленно выздоравливая после контузии, зиму 1941—1942 годов он провёл в осаждённом Ленинграде, а в апреле 1942 года был эвакуирован в Саратов.
По состоянию здоровья Э. Б. Глинер не подлежал призыву в действующую армию, но, едва оправившись к июню 1942 года от крайнего истощения, из патриотических побуждений пошёл на фронт добровольцем. Вопреки заключению медицинской комиссии, его направили в строевую часть — 57-й стрелковый полк 19-й запасной стрелковой бригады Приволжского военного округа, который дислоцировался у станции Татищево. В октябре 1942 года Э. Б. Глинера перевели в 377 запасный стрелковый полк, в котором зимой 1942-43 г. он занимался ликвидацией желудочно-кишечной эпидемии, получил звание сержанта. В сентябре 1943 года был переведён в Отдельный гвардейский артиллерийский дивизион 7-й гвардейской мотострелковой бригады. В составе артдивизиона воевал на берегах Днепра, был командиром орудия, комсоргом и редактором боевого листка. Был трижды ранен, награждён орденом Красной Звезды. Последнее ранение 30 октября 1943 года привело к ампутации правой руки. Проведя несколько месяцев в госпитале, летом 1944 года Э. Б. Глинер вернулся в Ленинград.
По медицинским показаниям Э. Б. Глинер не мог работать с химикатами и потому не мог продолжать учёбу на химическом факультете ЛГУ, и его зачислили на первый курс физического факультета.
В 1944 году Э. Б. Глинер женился на химике Галине Ивановне Ильченко. В 1945 году у них родилась дочь Белла.

### Арест и жизнь в заключении
Наряду с учёбой Э. Б. Глинер посещал литературный кружок, который в Доме писателя (располагавшемся тогда в бывшем особняке А. Д. Шереметева на набережной Кутузова, дом 4) вёл известный в то время литератор Б. Д. Четвериков. Там Э. Б. Глинер однажды сделал доклад, в котором доказывал, что в основе эстетического восприятия произведений искусства лежат их художественные достоинства, а не политическое содержание. Это послужило основанием для обвинения его в антисоветской деятельности с целью вредительства советской и коммунистической литературе. 13 марта 1945 года он и ещё пять фигурантов этого сфабрикованного дела были арестованы. 19 мая 1945 года военный трибунал осудил Э. Б. Глинера по статьям 58-10 ч. II, 58-11 УК РСФСР к 10 годам лишения свободы с последующим поражением в правах на 5 лет. Б. Д. Четвериков, состоявший тайным информатором МГБ и арестованный в апреле 1945 года, выступал свидетелем обвинения, что было процессуальным нарушением и впоследствии послужило основанием для отмены приговора.
Э. Б. Глинер отбывал заключение сначала в «Крестах», где до лета 1952 года работал в «особом конструкторском бюро» ОКБ-172 (с 1947 года — старшим инженером, в 1949 году был назначен руководителем НИР). В этот период он получил новые результаты в математической теории автоматического регулирования и в теоретической физике, написал несколько инициативных теоретических работ, получил авторское свидетельство. В июне 1952 года его перевели в Москву в КБ-1, где главным инженером был Серго Берия. Летом 1953 года, после устранения Лаврентия Берии и лишения свободы Серго Берии, заключённые, работавшие в КБ-1, были переведены в другие места. Э. Б. Глинер оказался в Красноярске — сначала в лагере, затем в госпитале, и наконец в «особом техническом бюро» ОТБ-1 спецуправления «Енисейстрой», где он разрабатывал системы обогрева зданий на Крайнем Севере. Фактический срок заключения был сокращён по «системе зачётов» за отбывание наказания в условиях Крайнего Севера, и Э. Б. Глинер вышел на свободу 25 апреля 1954 года.
Э. Б. Глинер не признавал себя виновным и в своих заявлениях указывал на некорректные методы следствия. После заявления, поданного в 1954 году в ЦК КПСС, Главная военная прокуратура назначила проверку, после которой Военная коллегия Верховного суда отменила приговор и назначила новое судебное разбирательство, в итоге которого 5 августа 1955 года с Э. Б. Глинера были сняты все обвинения

### Возвращение в Ленинград
После освобождения Э. Б. Глинеру было запрещено проживать ближе 100 км от Ленинграда, поэтому он жил в посёлке Толмачёво в Лужском районе Ленинградской области. С 1955 года, после отмены приговора и снятия обвинений, он вернулся в Ленинград, получив работу в ленинградском филиале КБ-1 — «п/я 691».
В октябре 1955 года Э. Б. Глинеру разрешили продолжить учёбу на физическом факультете ЛГУ, но ему пришлось начать обучение заново с первого курса. При этом до 1961 года он совмещал учёбу с работой в п/я 691, а дважды был вынужден прерывать учёбу из-за срочных заданий на работе.
В 1957 году в семье Э. Б. Глинера родился второй ребёнок — сын Аркадий.
В 1961 году реорганизация п/я 691 позволила Э. Б. Глинеру взять продолжительный отпуск для завершения учёбы, и по специальному соглашению с В. А. Фоком, полученном по ходатайству Ю. А. Яппы, он стал студентом дневной формы обучения со свободным расписанием.
За время работы в заключении и после освобождения Э. Б. Глинер проявил незаурядные математические и изобретательские способности и получил несколько патентов на изобретения; к концу работы в  п/я 691 он стал руководителем вычислительного отдела этой организации. В 1962 году было издано учебное пособие «Дифференциалные уравнения математической физики», написанное Э. Б. Глинером в соавторстве с известным математиком Н. С. Кошляковым и М. М. Смирновым. Э. Б. Глинер и Н. С. Кошляков познакомились, работая в КБ-1, где Н. С. Кошляков, как и Э. Б. Глинер, поначалу был «заключённым специалистом». Н. С. Кошляков скончался за 4 года до момента издания книги, но для Э. Б. Глинера было делом принципа поставить его имя на первое место в списке авторов. В 1970 году под названием «Уравнения в частных производных математической физики» вышло частично переработанное издание этого учебного пособия, которое затем выдержало ещё несколько переизданий и было переведено на английский и японский языки.

### В ФТИ им. А.Ф. Иоффе. Модель ускоренного расширения Вселенной
По окончании ЛГУ в 1963 году Э. Б. Глинер был приглашён Б. П. Константиновым на работу в возглавляемый им Физико-технический институт. Главной темой работ Э. Б. Глинера в этом институте стала общая теория относительности и её применение к космологии. Он пересмотрел традиционный подход к модели де Ситтера и наполнил её физическим содержанием, заменив введение космологической постоянной как некоторой формальной константы понятием «вакуумоподобного состояния», в котором пространство наполнено особой субстанцией с положительной плотностью и отрицательным давлением, которую Э. Б. Глинер называл «тяжёлым вакуумом». По сути, концепция тяжёлого вакуума стала предтечей современного понятия тёмной энергии.
Развитие этих идей привело Э. Б. Глинера к созданию теоретических моделей гравитационного коллапса и Большого взрыва, в которых отсутствует сингулярность. В космологической модели Э. Б. Глинера присутствует экспоненциальное расширение Вселенной, что позволяет считать её предшественницей инфляционной модели Вселенной.
Идеи Э. Б. Глинера высоко оценили В. А. Фок, А. Д. Сахаров, В. Л. Гинзбург, хотя были и те, кто их критиковал (Я. Б. Зельдович, В. Н. Грибов).
В 1971 году Э. Б. Глинер подготовил к защите кандидатскую диссертацию. Официальными оппонентами согласились быть А. Д. Сахаров и В. А. Фок. Однако начавшиеся в то время гонения на А. Д. Сахарова за его правозащитную деятельность привели к тому, что тогдашнее руководство ФТИ им. А.Ф. Иоффе потребовало заменить его на другого оппонента, а когда Э. Б. Глинер отказался, попыталось и вовсе воспрепятствовать защите. Во многом благодаря содействию В. Л. Гинзбурга и Х. П. Кереса защита всё-таки состоялась, но не в Ленинграде, а в Тартуском университете, а официальными оппонентами стали Я. А. Смородинский из ОИЯИ и И. Р. Пийр из Тартуского университета.
В 1970-е годы Э. Б. Глинер продолжал успешно развивать свои космологические идеи. Так, в 1975 году им совместно с И. Г. Дымниковой была предложена математическая модель перехода от стадии экспоненциального раздувания Вселенной с отрицательным давлением к современной стадии её расширения с положительным давлением (и обратно). Но руководство не забыло его принципиальность и осложняло его жизнь в институте; несмотря на свои научные заслуги, он по-прежнему занимал должность младшего научного сотрудника. В итоге Э. Б. Глинер  принял решение об эмиграции.

### В США
18 мая 1980 года Э. Б. Глинер выехал из СССР по израильской визе со своими детьми, матерью и внучкой. После трехмесячного пребывания в Италии они перебрались в США. Жена Э. Б. Глинера не могла выехать вместе с ними, и в 1979 году даже пришлось оформить фиктивный развод, чтобы эмиграция состоялась; семья воссоединилась спустя год после переезда Э. Б. Глинера в США.
В США Э. Б. Глинер много путешествовал (он был заядлым автолюбителем). Со временем семья смогла приобрести дом в Сан-Франциско. Э. Б. Глинер пользовался уважением и привилегиями как ветеран Второй мировой войны. Однако он не мог найти постоянного места работы. Временно он работал в известных научных центрах: в Университете Вашингтона в Сент-Луисе, JILA, Колорадском университете в Боулдере, но основная работа больше не была связана с общей теорией относительности. Работы того времени посвящены, в частности, физике Солнца. Его критика современных инфляционных космологических моделей (например, на семинаре в Стэнфордском университете, где он в 1997 году сделал доклад по приглашению А. Д. Линде) привела к отчуждению между ним и американскими специалистами по космологии. В. Л. Гинзбург, с 1998 года бывший главным редактором журнала «Успехи физических наук», предложил Э. Б. Глинеру написать обзорную статью по космологии, но тот в итоге написал только небольшое эссе, опубликованное в 2002 году, что не исправило ситуацию: его вклад остался недооценён.
В США Э. Б. Глинер занимался публицистикой и правозащитной деятельностью, а его статьи в защиту сосланного в Горький А. Д. Сахарова опубликованы в Nature.
Э. Б. Глинер приезжал в Россию один раз в 2003 году. В Санкт-Петербурге в ФТИ им. А.Ф. Иоффе РАН в честь его 80-летия проведён международный семинар «Достижения современной космологии».
28 августа 2006 года скончалась супруга Э. Б. Глинера, что стало для него тяжёлой утратой, хотя он оставался окружён заботой детей и внуков. Э. Б. Глинер умер 16 ноября 2021 года в возрасте 98 лет.